# Fuentemilanos
Fuentemilanos es una localidad española del municipio de Segovia, perteneciente a la provincia de Segovia, en la comunidad autónoma de Castilla y León. En 2021 contaba con 283 habitantes.

## Historia
En el Diccionario de Madoz
Lugar con ayuntamiento en la provincia, partido judicial y diócesis de Segovia (2 1/2 leguas), audiencia territorial y ciudad g. de Madrid (14) SIT. sobre una pequeña altura; le combaten todos los vientos, y su CLIMA es propenso á inflamatorias y catarrales. Tiene 40 CASAS, todas de piedra y un solo piso que forman cuerpo de población unida, á escepcion de 4 que hay separadas á la salida de Segovia; sus calles son bastante irregulares y malas, estando en extremo sucias y cenagosas, especialmente en invierno hay una pequeña plaza denominada de la Constitución de figura casi circular, en la que está la casa de ayuntamiento y taberna; pozos en casi todas las casas; escuela de i instrucción primaria común á ambos sexos, á la que concurren de 20 a 24 alumnos que se hallan á cargo de un maestro i dotado con 5 0 0 reales; y una iglesia parroquial (Santiago Apóstol), servida por un cura párroco, cuyo curato es de entrada y de I provisión real y ordinaria; tiene por anejos á los cas. de Matamanzano, Campillo y Tajuña; en los afueras de la pobl se encuentran 3 fuentes de regulares aguas; una ermita en la que se veneran la imagen del Sto. Cristo del Consuelo , sostenida por los fieles, y el cementerio en paraje que no ofende la salud pública. Confina el término N. Cedillos y Abades ; E. Escobar; S. Guijasalbas y Otero de Herreros, y O. Zarzuela del Monte  comprende el caserío de Aldeallana, las granjas de Matamanzano y Tajona, y los desp. de Cristóbales, el Campillo y Colina , todos estos descritos en art. separados. ( V.) . El TERRENO es llano, arenoso y secano; se cultivan sobre 140 óbralas divididas en dos hojas, todas de segunda y tercera calidad ; hay una deh. de pastos de 6 0 obradas , y 4 pequeños huertos, 2 de ellos c on riego, los otros 2 tienen que regarse á mano; á 200 pasos N. del pueblo pasa un arroyuelo llamado la Gasea, qne tiene origen de un manantial ó fuente titulado la Cazoleta, es de curso perenne pero de poca agua, con él se riega una parte de la deh. y huertos mencionados. CAMINOS los que dirigen á los pueblos limítrofes, en buen estado. El CORREO se recibe de la cabecera del partido PROD.  trigo, cebada, centeno, algarrobas , avena , yeros, muelas, guisantes, y en los huertos toda clase de verduras ; mantiene ganado lanar, vacuno y mular; crii caza de liebres y codornices. IND.  la agrícola, COMERCIO estraecion de los frutos sobrantes, POBL. incluso el cas. y granjas 51 vec,, 186 almas''
En su juridisción se encuentra el caserío de Colina (40°50′55″N 4°18′47″O / 40.84861, -4.31306), que consta como despoblado en el Diccionario de Madoz
desp. en la provincia y partido judicial de Segovia (3 leguas), término jurisdiccional de Fuentemilanos (1 1/2) SIT. en una pequeña llanura, le combaten bien los vientos y su CLIMA es templado. Hay 2 CASAS de labranza para los colonos y en una de ellas un molino de'harina con 2 piedras tiene 470 obradas de las que se cultivan sobre 120 de tierra á 2 hojas y lo restante es monte de chaparro , de encina, que no se labra por su mala calidad, PROD.  trigo, cebada , centeno y garbanzos; cría caza de conejos, liebres, palomas y en abundancia perdices, POBL. habitan constantemente en las dos casas 12 personas. Se pagan de renta por las tierras labrantías 200 fanegas de trigo y cebada por mitad , 130 de trigo puro por el molino y 1,200 reales por yerbas y el monte
En los siglos XVI y XVII aparece mencionado en los libros parroquiales de Fuentemilanos otro lugar de nombre La Puente, por lo general junto a Colina. En el año de 1590, según el libro de defunciones de la iglesia de Santiago Apóstol, era anejo de Fuentemilanos. Pese a su continua mención, aún no ha sido localizado.

## Demografía
| Gráfica de evolución demográfica de Fuentemilanos entre 1842 y 1970 |
| |
| Población de derecho según los censos de población del INE Población de hecho según los censos de población del INEEntre el censo de 1981 y el anterior, este municipio desaparece porque se integra en el municipio 40194 (Segovia) |

| 295           | 294 | 286 | 279 | 275 | 278 | 267 | 274 | 284 | 275 | 288 | 276 |
| (Fuente: INE) |     |     |     |     |     |     |     |     |     |     |     |

## Patrimonio
- Iglesia de Santiago Apóstol;

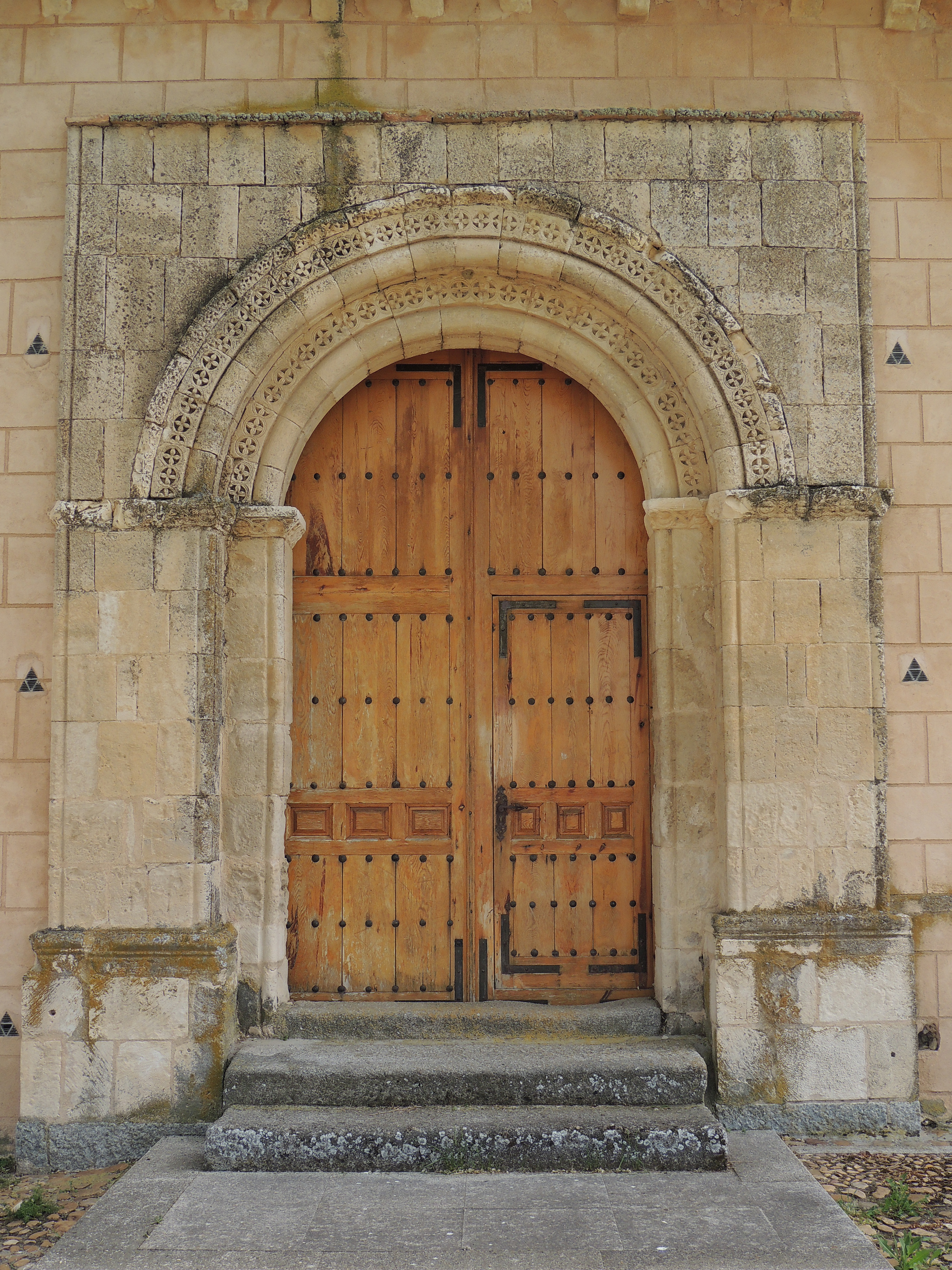
Portada de la iglesia de Santiago

- Ermita del Santo Cristo del Consuelo.

## Fiestas
- Fiestas de Santiago, el 25 de julio;[4]
- Fiestas del Cristo, del  25 al 28 de agosto.[5]